# Llac Medusa
El llac Medusa, en idioma palauès: Ongeim'l Tketau, que vol dir 'cinquè llac', en anglès: Jellyfish Lake, és un llac marí situat a l'illa Eil Malk de la República de Palau. Eil Malk forma part de les Illes Rock (Palau), entre Koror i Peleliu. És un llac on hi ha un centre de capbussament, notable pels milers de meduses que hi migren hortzontalment cada dia. El llac Medusa està connectat amb la mar per fissures i túnels i data del Miocè. Hi ha espècies endèmiques de meduses com la medusa daurada Mastigias papua

## Estratificació del llac

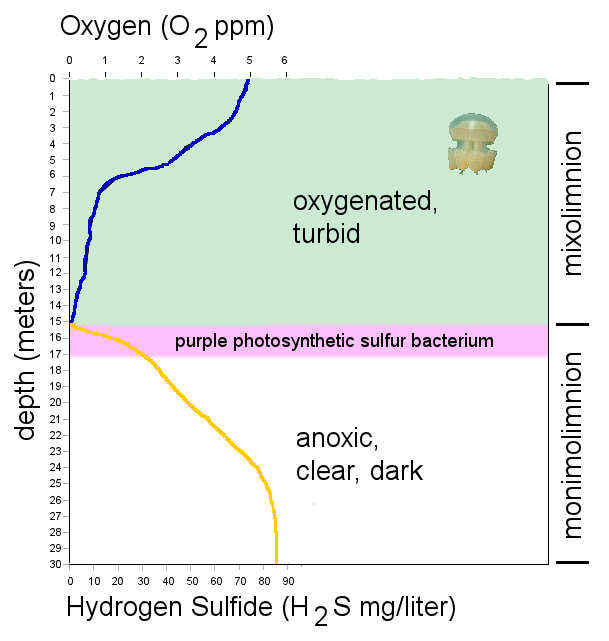
Diagrama d'estratificació

Aquest llac estratifica l'aigua en dues capes una, superior, d'oxigenada i l'altra hipòxica (sense oxigen a partir de 15 m de fondària). L'estratificació és permanent i l'aigua no es mescla, cosa inusual.
El llac Medusa té uns 12.000 anys, fa 420 metres de llarg i la fondària del llac és de 30 metres i el gruix de sediments d'uns 20 metres.